# Eduard Riedel
Pour les articles homonymes, voir Riedel.
Eduard Riedel (né le 1er février 1813 à Bayreuth-Riedelsberg † 24 août 1885 à Starnberg, près de Munich) était architecte en chef du royaume de Bavière. Il est entre autres le maître d’œuvre du célèbre château de Neuschwanstein (1869-1884).

## Biographie

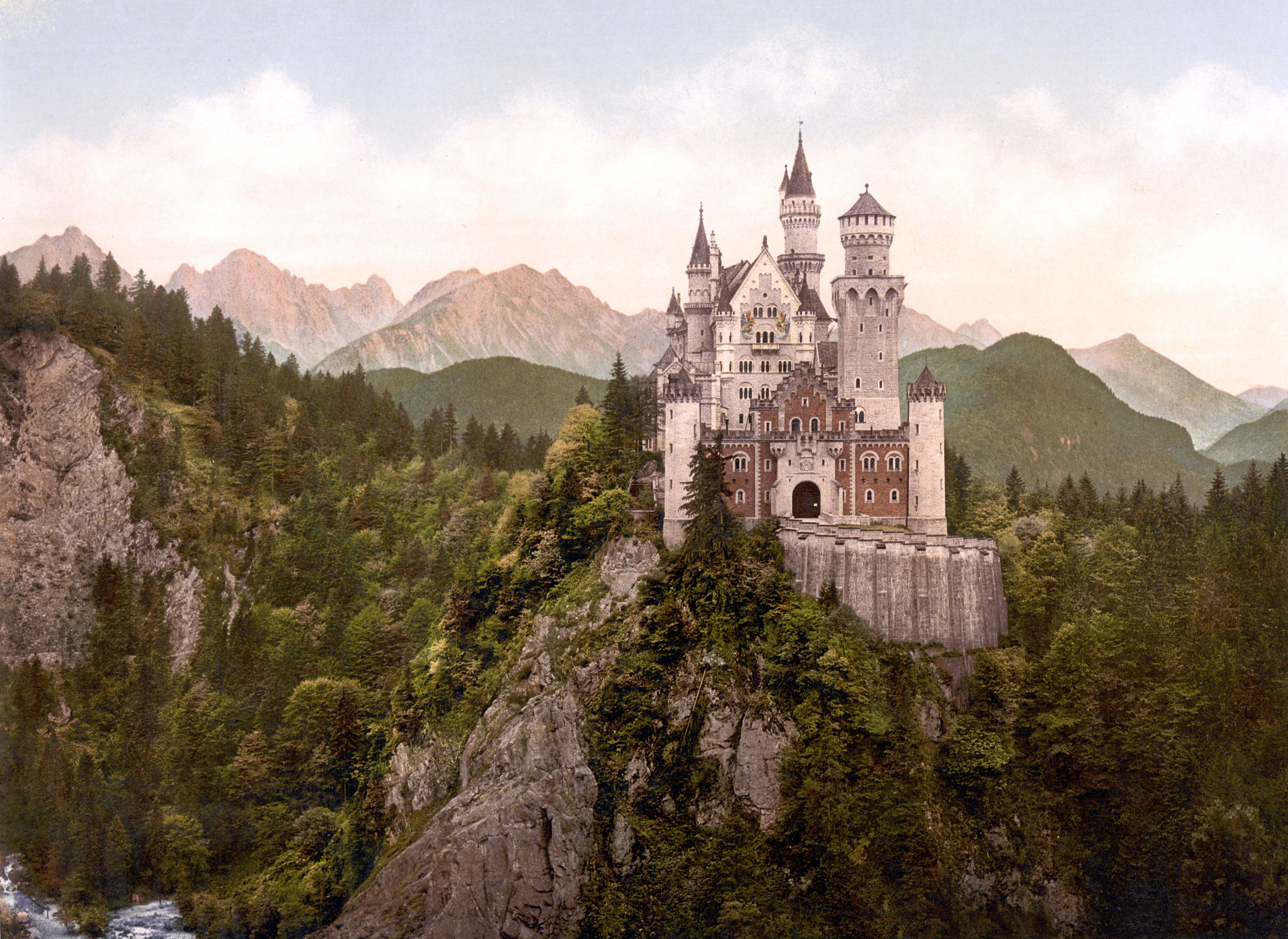
Photochrome du château réalisé à partir d'une photographie prise entre 1890 et 1905

Riedel étudie l’architecture à Bayreuth puis à l’Académie des beaux-arts de Munich. Lauréat de l’examen professionnel d'architecte en 1834, on lui confie la reconstruction du couvent de la Ludwigstrasse à Munich, puis Othon Ier de Grèce lui commande la construction de sa résidence et des jardins princiers à Athènes. Jusqu'en 1850 il exerce comme architecte de cour, et travaille à plusieurs projets pour le mausolée de Maximilien II, puis retourne à Munich où, en collaboration avec Leo von Klenze, il parachève les Propyläen. Il termine la construction du casino de l'Île des Roses sur le lac de Starnberg (1852-53). De 1852 à 1857, il agrandit le bazar de Munich de la place de l'Odéon (commencé par Leo von Klenze) tout en enseignant au Polytechnikum de Munich, obtenant en 1853 la promotion d'inspecteur des monuments de Bavière. Il aménage les abords du château du duc Maximilien sur la place de Lenbach (1856–58), édifie le Musée des Antiquités de Bavière (auj. Musée des Arts Populaires de Bavière, 1859–63), dresse le monument commémorant le minnesinger Wolfram von Eschenbach (à Eschenbach), et la chapelle funéraire de Maximilien II dans l'église des Théatins (1864). Le roi Louis II lui confie la reconstruction de  plusieurs châteaux, dont le célèbre château de Neuschwanstein (1869-1884) qui l'occupera jusqu'à sa mort. Riedel devient en 1872 intendant des bâtiments princiers et architecte en chef du royaume.